# قضیه مقدار میانگین

قضیه مقدار میانگین: برای هر تابعی که در بازه [a, b] پیوسته و در (a, b) مشتق‌پذیر باشد، حداقل یک نقطه مانند c در بازه (a, b) وجود دارد بطوریکه شیب خط واصل دو نقطه [a, b] موازی با مماس بر تابع در نقطه c باشد.

قضیه مقدار میانگین یا قضیه لاگرانژ (برای توابع پیوسته) از مهم‌ترین قضایای حساب دیفرانسیل و انتگرال و آنالیز حقیقی است. قضیه‌ای با نام مشابه برای انتگرال‌ها وجود دارد.

## معرفی
در حساب دیفرانسیل و انتگرال کمتر قضیه‌ای به اندازه قضیه مقدار میانگین و تعمیم‌هایش کارساز است و حتی بعضی آن را مهم‌ترین قضیه حساب دیفرانسیل و انتگرال می‌دانند.
صورت این قضیه چنان ساده‌است که ممکن است در نگاه اول متوجه اهمیت نتایج فراوان آن نشوید. این قضیه، ریاضیات لازم را برای برآورد کردن مقدار خطای ناشی از تقریب زدن خطی در اختیار ما می‌گذارد و به‌وسیله آن می‌توان آزمون مشتق اول برای صعودی و نزولی بودن را توجیه کرد. اولین قدم برای درک این قضیه، دانستن صورت اولیه آن یعنی قضیه رل است.

## قضیه مقدار میانگین
در حقیقت این قضیه صورتی کلی‌تر از قضیه رُل را به ما نشان می‌دهد.
قضیه مقدار میانگینهرگاه f تابعی پیوسته در بازه [a،b] و مشتق‌پذیر در بازه (a،b) باشد، آنگاه حداقل یک نقطه چون (c∈(a،b موجود است که:
{\displaystyle f^{\prime }(c)={\frac {f(b)-f(a)}{b-a}}}

### برهان
تابع {\displaystyle \Phi (x)=f(x)-\eta x} را در نظر می‌گیریم که در آن {\displaystyle \eta } عددی ثابت است. تابع {\displaystyle \Phi } در بازه[a،b] پیوسته و در (a،b) مشتق‌پذیر است.
حال {\displaystyle \eta } را به گونه‌ای تعریف می‌کنیم که {\displaystyle \Phi (a)=\Phi (b)} در این صورت باید داشته باشیم:
{\displaystyle \Phi (a)=f(a)-\eta a=f(b)-\eta b=\Phi (b)}
پس
{\displaystyle \eta ={\frac {f(b)-f(a)}{b-a}}}
پس تابع
{\displaystyle \Phi (x)=f(x)-\left({\frac {f(b)-f(a)}{b-a}}\right)x}
تابعی است که در بازه [a،b] در شرایط قضیه رل صدق می‌کند پس حداقل یک نقطه چون (c∈(a،b موجود است که:
{\displaystyle \Phi ^{\prime }(c)=f^{\prime }(c)-\left({\frac {f(b)-f(a)}{b-a}}\right)=0}
پس {\displaystyle f^{\prime }(c)={\frac {f(b)-f(a)}{b-a}}}
و برهان قضیه کامل می‌شود.∎
در واقع در اثبات قضیه مقدار میانگین سعی شد تابعی ساخته شود که از آن با استفاده از قضیه رل بتوانیم به نتیجه مورد نظر برسیم.

## قضیه مقدار میانگین به صورت نمو
فرض کنید f در بازه‌ای شامل {\displaystyle x_{0}+\Delta x,x_{0}} مشتق پذیر باشد.
در این صورت، نمو f در x0 را می‌توان به شکل:
{\displaystyle \Delta f(x_{0})=f(x_{0}+\Delta x)-f(x_{0})=f^{\prime }(x_{0}+\theta \Delta x)\Delta x}
نوشت که در آن {\displaystyle 0<\theta <1}.

### برهان
f بر بازه {\displaystyle [x_{0},x_{0}+\Delta x]} پیوسته و در {\displaystyle (x_{0},x_{0}+\Delta x)} مشتق‌پذیر است پس بنابر قضیه مقدار میانگین نقطه‌ای چون {\displaystyle c\in (x_{0},x_{0}+\Delta x)} وجود دارد که:
{\displaystyle f^{\prime }(c)={\frac {f(x_{0}+\Delta x)-f(x_{0})}{\Delta x}}={\frac {\Delta f(x_{0})}{\Delta x}}}
پس:
{\displaystyle \Delta f(x_{0})=f^{\prime }(c)\Delta x\qquad (*)}
از طرفی داریم {\displaystyle x_{0}<c<x_{0}+\Delta x} پس {\displaystyle 0<c-x_{0}<\Delta x} ولذا
{\displaystyle 0<{\frac {c-x_{0}}{\Delta x}}<1}
پس قرار می‌دهیم {\displaystyle \theta ={\frac {c-x_{0}}{\Delta x}}} و به این ترتیب:
{\displaystyle c=x_{0}+\theta \Delta x\qquad (0<\theta <1)}
حال با قرار گرفتن c در رابطه (*) خواهیم داشت:
{\displaystyle \Delta f(x_{0})=f^{\prime }(x_{0}+\theta \Delta x)\Delta x}
و لذا حکم ثابت می‌شود.∎
به عنوان مثال اگر f(x)=x2 خواهیم داشت:
{\displaystyle \Delta f(x_{0})=(x_{0}+\Delta x)^{2}-x_{0}^{2}=2x_{0}\Delta x+(\Delta x)^{2}}
پس {\displaystyle f^{\prime }(x)=2x}.
{\displaystyle \theta } مناسب برابر است با {\displaystyle \theta ={\frac {1}{2}}} چون در این صورت داریم:
{\displaystyle f^{\prime }(x_{0}+\theta x)\Delta x=f^{\prime }(x_{0}+{\frac {1}{2}}\Delta x)\Delta x}
پس
{\displaystyle =2(x_{0}+{\frac {1}{2}}\Delta x)\Delta x=2x_{0}\Delta x+(\Delta x)^{2}=\Delta f(x_{0})}

## چه کسی قضیه مقدار میانگین را اثبات کرد؟
ژوزف لویی لاگرانژ(۱۷۳۶–۱۸۱۳) در سال ۱۷۸۷، در آن هنگام که می‌کوشید بدون استفاده از مفهوم حد، حساب دیفرانسیل و انتگرال را مورد مطالعه قرار دهد، برای نخستین بار قضیه مقدار میانگین را اثبات کرد. به همین سبب گاهی به این قضیه، قضیه لاگرانژ نیز می‌گویند.
این قضیه مهم را در آثار آمپر(۱۷۷۵–۱۸۳۶) هم می‌توان یافت. هر چند شهرت آمپر به خاطر تحقیقاتی است که در الکتریسیته انجام داد، ولی تحقیقات اولیه وی در زمینه حساب دیفرانسیل و انتگرال بود و او به نقد و تصحیح ایده‌های لاگرانژ در مبادی حساب دیفرانسیل و انتگرال پرداخت.
ولی کوشی بود که در کتاب درسی معروف خود به نام «درس‌های آنالیز» در ۱۸۲۱ و «خلاصه درسهایی درباره حساب بینهایت کوچک‌ها» در سال ۱۸۲۳ تعمیم قضیه مقدار میانگین را به چاپ رسانید، و بدین ترتیب آن را معروف ساخت.

## کاربرد قضیه مقدار میانگین
از قضیه مقدار میانگین در اثبات بسیاری از نامساوی‌ها و قضایای مهم، و نیز آزمون مشتق اول برای صعودی و نزولی بودن توابع استفاده می‌شود. در اینجا به چند مورد از این کاربردها اشاره می‌کنیم.

## قضیه کوشی
این قضیه را می‌توان تعمیمی بر قضیه مقدار میانگین دانست. برای مطالعه بیشتر و اثبات به قضیه کوشی مراجعه کنید.
قضیه کوشیهرگاه f و g دو تابع باشند که در بازه بسته[a,b] پیوسته و در (a,b) مشتق‌پذیر باشند و {\displaystyle g^{\prime }(x)} به ازای هر x عضو (a,b) ناصفر باشد، آنگاه حداقل یک نقطه چون (c∈(a,b هست که:
{\displaystyle {\frac {f^{\prime }(c)}{g^{\prime }(c)}}={\frac {f(b)-f(a)}{g(b)-g(a)}}}